# Camilla Iulli
Camilla Iulli, spesso indicata anche come Julli (Modena, 1948), è un'ex pallavolista italiana, di ruolo schiacciatrice.

## Carriera
Milita dal 1964 nella Fini Modena, con cui nel 1966 ottiene la promozione in massima serie e con cui vince 4 scudetti. Nel 1973 passa alla Alma Juventus Fano, mentre l'anno dopo si trasferisce alla Robur Scandicci, con cui conquista altri due titoli italiani. Dal 1980 gioca per due stagioni alla Nelsen Reggio Emilia, vincendo la Coppa Italia 1981-82.
Esordisce in Nazionale nel 1966. Con la maglia azzurra disputa 193 gare ufficiali in tredici anni, gli ultimi sette dei quali da capitana. Partecipa ai Campionati europei del 1967, 1971, 1975 e 1977 e ai Mondiali del 1978, conquistando la medaglia d'argento ai Giochi del Mediterraneo del 1975 vinti ad Algeri dalla Jugoslavia.

## Palmarès

### Club
- Campionato italiano: 6

1968-69, 1969-70, 1971-72, 1972-73, 1974-75, 1975-76
- Coppa Italia: 1

1981-82

### Nazionale
- Giochi del Mediterraneo 1975